# Gregorio Pagani

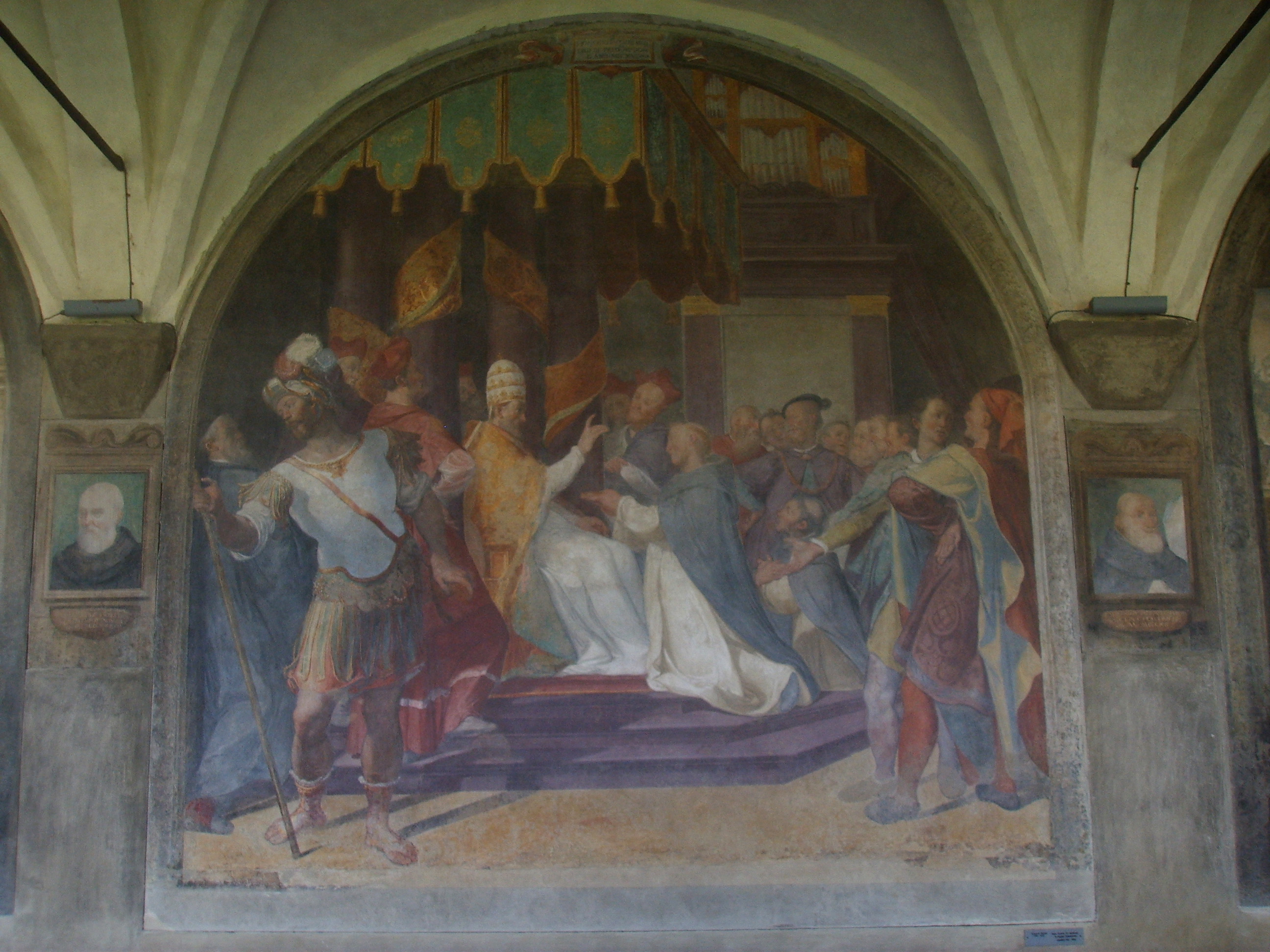
El papa Honorio III confirma la regla dominicana, Santa Maria Novella, Florencia.

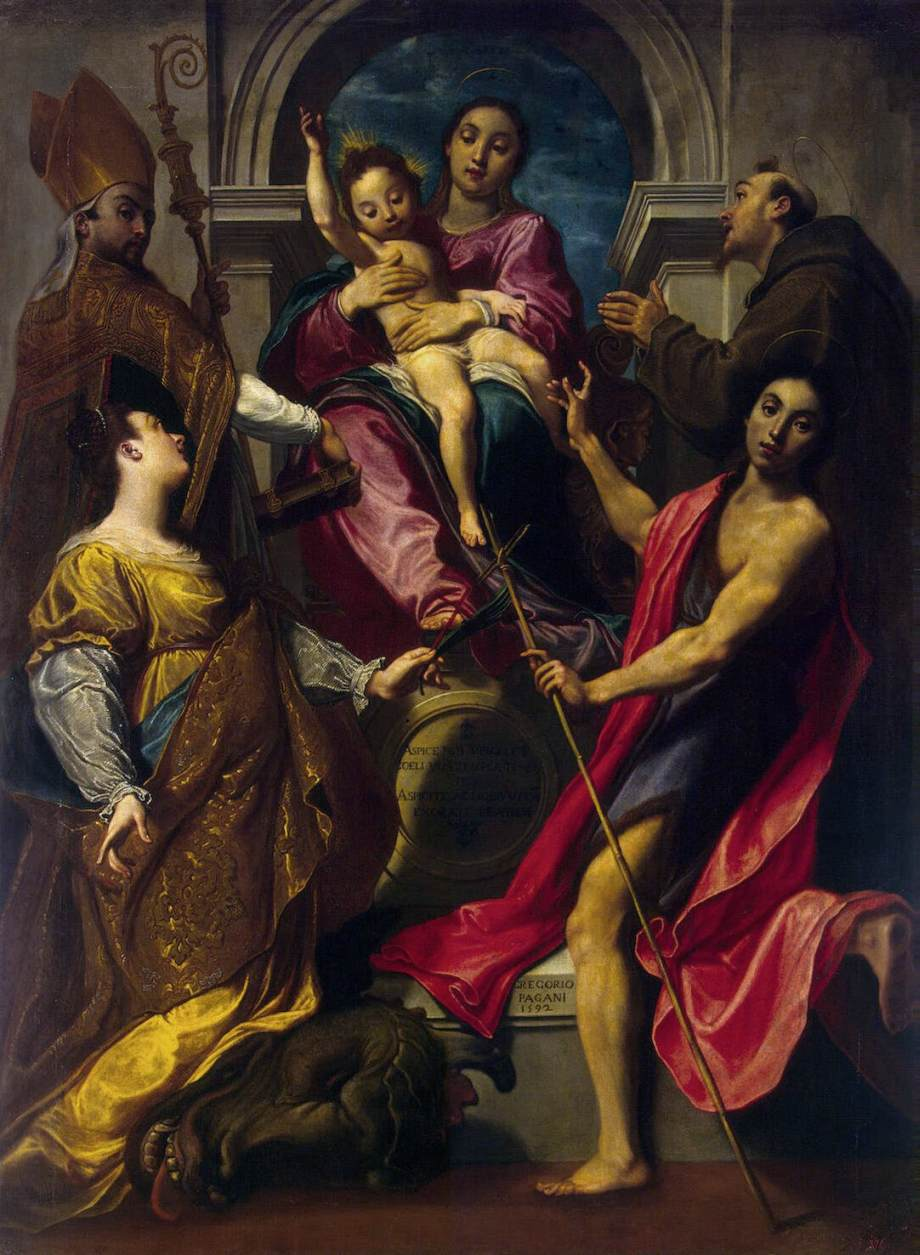
Virgen con niño y santos, Museo del Hermitage.

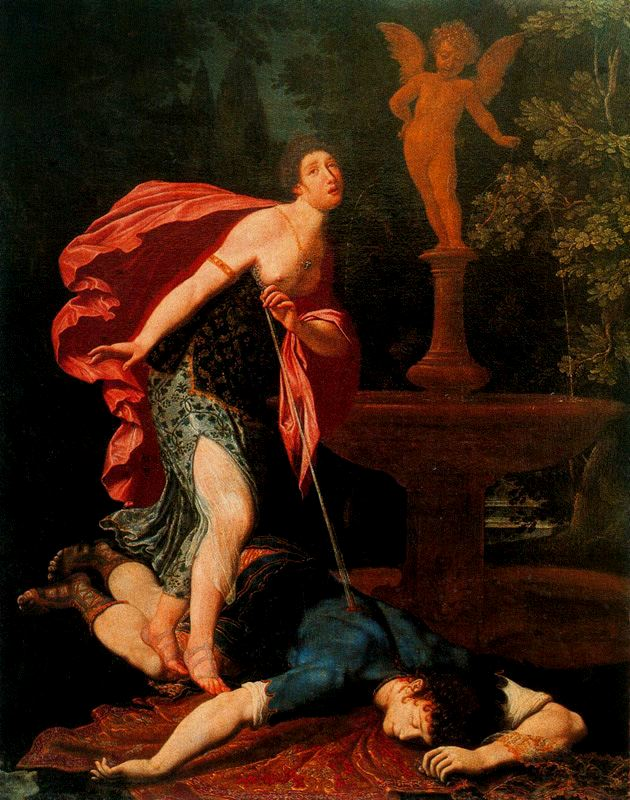
Píramo y Tisbe, Uffizi.

Gregorio Pagani (Florencia, 14 de julio de 1559 - Florencia, 1605), pintor italiano activo durante el auge del manierismo tardío.

## Biografía
Hijo del también pintor Francesco Pagani, comenzó su aprendizaje con Maso da San Friano, para luego pasar al taller de Santi di Tito, de quien fue alumno y posteriormente ayudante. Su primer trabajo como artista independiente (frescos del claustro de Santa María Novella), refleja claramente su vinculación al estilo academicista del maestro.
Sin embargo, a raíz de un viaje a Arezzo con su amigo el también pintor Ludovico Cigoli (según refiere Filippo Baldinucci), Pagani descubrió las excelencias del arte emiliano liderado por Federico Barocci. A partir de entonces modeló su estilo según los patrones de los nuevos conocimientos adquiridos. La combinación de los recursos descriptivos aprendidos de Santi con efectos de carácter dramático hacen de Pagani uno de los precursores del incipiente estilo del Barroco.
Pagani desarrolló un estilo más naturalista (San Lorenzo, 1600) y pudo ejercer cierta influencia sobre el arte español contemporáneo, gracias a su amistad con Bartolomeo Carducci. Sus figuras siempre gozan de una cuidada composición, con variedad de actitudes que les concede un dinamismo y una viveza superiores a las de la mayoría de sus contemporáneos, todavía anclados en las reglas del manierismo, ya en franca decadencia.
Entre sus alumnos destacó sobre todo, Cristofano Allori.

## Obras destacadas
- Frescos del Chiostro Grande de Santa Maria Novella (c. 1580-85, Florencia)
  - Confirmación de la Regla de Santo Domingo
- Encuentro entre Santo Domingo y San Francisco (Convento dei Cappuccini di Monturghi, Florencia)
- Virgen con santos (1592, Museo del Hermitage, San Petersburgo)
- Invención de la Vera Cruz (1592, actualmente desaparecida)
- Autorretrato (1592, Uffizi, Corredor Vasariano, Florencia)
- Crucifixión con santos (1595, San Bartolomeo in Pozzo, Florencia)
- Virgen con niño y San Miguel arcángel y San Benito (1595, San Michele Arcangelo, Florencia)
- Píramo y Tisbe (Uffizi, Florencia)
- Lot y sus hijas (Uffizi, Florencia)
- Jesús en casa de Marta y María (Uffizi, Florencia)
- Esther ante Asuero (c. 1600, Kunsthistorisches Museum, Viena)
- San Lorenzo (1600, Santa Maria delle Grazie, San Giovanni Valdarno)
- Adoración de los Reyes Magos (1603, Santa Maria del Carmine, Florencia)
- Pentecostés (1603, Catedral de Pistoia)
- Tobías cura de la ceguera a su padre (1604, Palazzo Pitti, Florencia)